# Così per caso (programma televisivo)
Così per caso è stato un programma televisivo italiano di genere varietà andato in onda in una edizione e quattro puntate dal 10 giugno al 1° luglio 1979 sulla Rete 2 della Rai.

## Caratteristiche
Scritto da Marcello Casco, Don Lurio e Paolo Moroni, con la regia di Paolo Poeti e la direzione orchestrale di Marcello De Martino il varietà, che andava in onda in prima serata alle 20:40 dal Teatro delle Vittorie di Roma, era condotto da Don Lurio coadiuvato da Cecilia Buonocore e, come ospiti fissi, Oreste Lionello – che recitava monologhi comici – i Matia Bazar, Elton John e il gruppo femminile statunitense Sexy Computers, che si esibiva in balletti coreografati dallo stesso Don Lurio.
Il varietà, andato in onda durante l'estate, venne registrato due mesi prima, nel maggio del 1979. In ciascuna delle quattro puntate vi parteciparono inoltre diversi ospiti: tra gli attori Nino Manfredi, Johnny Dorelli, Massimo Boldi e Daniele Formica; tra i cantanti e i gruppi musicali Luciano Rossi, Claudja Barry, i Rockets – che presentarono il brano Electric delight – Nada, i Ricchi e Poveri e gli Alunni del Sole.

## Sigla
La sigla di chiusura della trasmissione era Matta tutta, cantata da Cecilia Buonocore.